# دومیلی
دومیلی (به انگلیسی: Domeli) یک روستا در پاکستان است که در ناحیه جهلم واقع شده‌است.